# Tabwa (langue)
 (janvier 2013).
Si vous disposez d'ouvrages ou d'articles de référence ou si vous connaissez des sites web de qualité traitant du thème abordé ici, merci de compléter l'article en donnant les références utiles à sa vérifiabilité et en les liant à la section « Notes et références ».
Le tabwa, aussi appelé kitabwa ou taabwa, est une langue parlée par les Tabwa dans le territoire de Moba dans la province du Tanganyika en République démocratique du Congo.

## Répartition géographique
En République démocratique du Congo, le tabwa est parlé dans le territoire de Moba dans la province du Tanganyika.

## Les Batabwa
Ils se trouvent dans la province du Nord de la Zambie, en Kaputa et en beaucoup d'autres endroits. Les Batabwa étaient la tribu majeure dans le district de Mporokoso, raison pour laquelle jusqu'à présent, le roi sous le règne de l'arrondissement est un Mutabwa. Le roi actuel est Mumporokoso. Mais maintenant, beaucoup d'entre eux ont quitté le territoire et ils vivent dans des endroits isolés.
Lorsque la guerre de 1998 a envahi la localité de Moba, la population de ce territoire a fui. Beaucoup d'entre eux sont allés se réfugier en Zambie, en Tanzanie et dans d'autres pays voisin.
Durant la première décennie des années 2000, un grand nombre de Batabwas ont été réinstallés dans des pays occidentaux tels que les États-Unis, le Canada, la Norvège, le Danemark, l'Australie et le Royaume-Uni. En dehors de la réinstallation, d'autres Batabwas sont installés en France, en Belgique, en Chine, au Japon et bien d'autres pays.

## Liste de mots kitabwa
- Mwapola → Bonjour
- Siani?  → Comment allez-vous?
- Nene    → Moi
- Fwefue  → Nous
- Wewe    → Toi
- Menda   → De l'eau
- Nsoko   → Le marché
- Kivonga → Un poisson très commun du lac Tanganyika
- Nsesi   → Une maison
- Kabine  → Toilette
- Kizoko  → Un corbeau
- Bukaba/Masyamba  → champ
- Lukele  → Demain / hier (selon le contexte)
- Kobha   → Le soleil
- Nkinga  → Un vélo
- Kimbuwi  → Un lion / une lionne
- Nzovu   → Éléphant(e)
- Koni → Un oiseau
- Musebho → Route(s)
- Mwona → le Nez
- Kanuwa → la bouche
- Mutuwe → la tête
- Menso → des yeux
- Nkoko → une poule
- Kapwata → un bouc
- Kyumbu → une patate  douce
- Kyumbu bulaya → une pomme de terre

Tawe= mon père
So= ton père
Se= son père
Situwe= notre père
Yangu wane= ma mère
- Mukele Uli Mu Nganda = Du Sel Se Trouve Dans La Maison
- Kalombe = Nom Propres D'une Personne : De Petits Trous
- Kizino = Miroire
- Ngila = Chemin
- Kutuwi Kwa Mbuzi Kwa Ungwila Mu Keso (Proverbe) = Les Conséquences Corrigent Mieux Que Les Conseils .